# Angren
Angren är en stad i provinsen Tasjkent i östra Uzbekistan och grundades 1946. Staden ligger 110 km öster om Tasjkent.